# Řeplice
Řeplice (německy Replitz) je malá vesnice, část obce Bohdaneč v okrese Kutná Hora ve Středočeském kraji. Nachází se asi dva kilometry severovýchodně od Bohdanče. Osadou protéká Ostrovský potok, který je pravostranným přítokem řeky Sázavy. Řeplice je také název katastrálního území o rozloze 4,18 km².

## Historie
První písemná zmínka o Řeplici pochází z roku 1381. Roku 1545 si vesnici nechala do zemských desek zapsat Markéta Ledecká z Říčan jako součást ledečského panství.

## Další fotografie

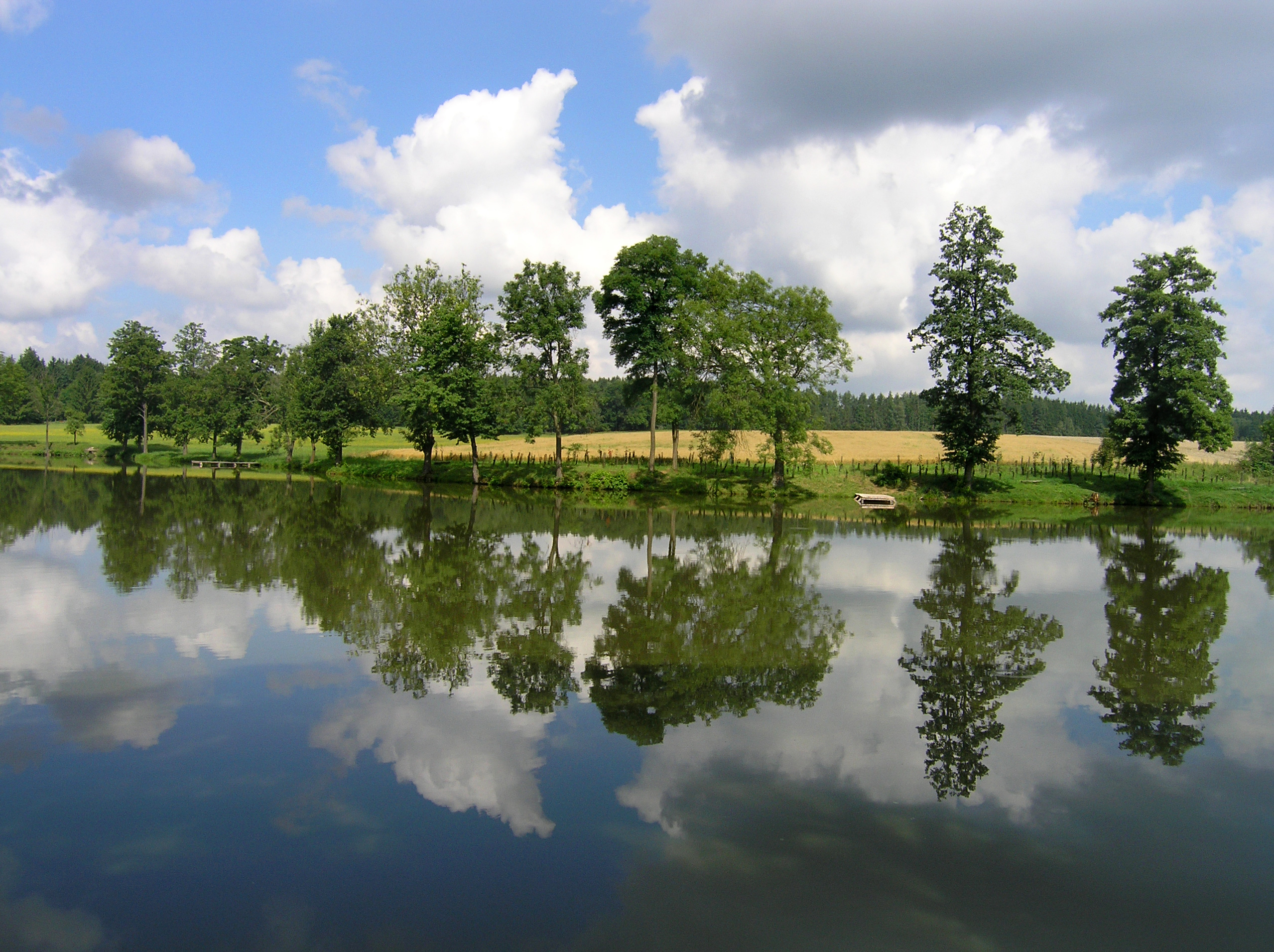
Řeplický rybník
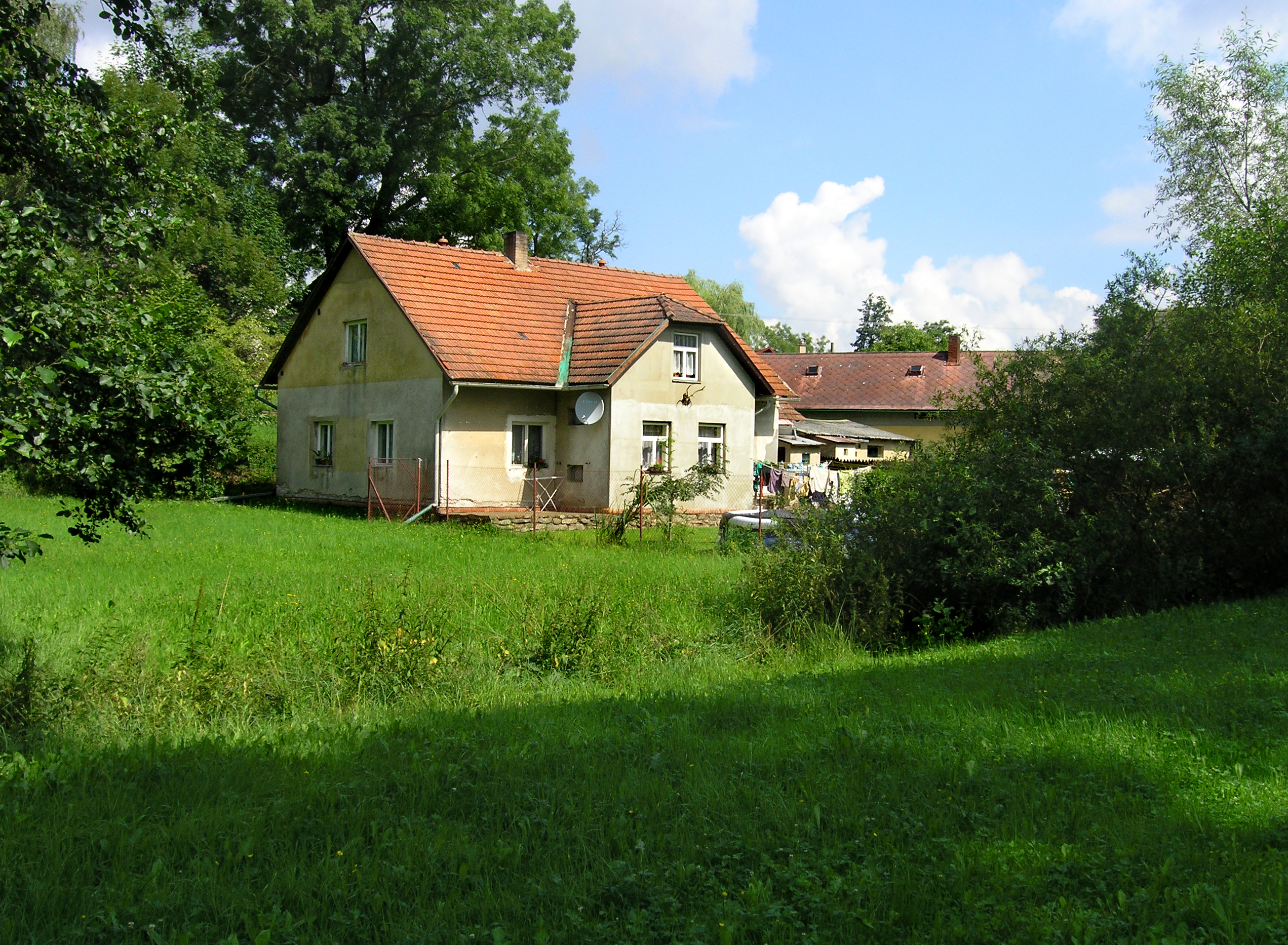
Domky na jihu vesnice